# Chiesa di Cristo Re (Gambassi Terme)
La chiesa di Cristo Re o chiesa dei Santi Jacopo e Stefano si trova nel comune di Gambassi Terme, in provincia di Firenze, diocesi di Volterra.
Si tratta della nuova chiesa parrocchiale, costruita nel 1940 nei pressi della antica chiesa di San Luca o degli Agostiniani, demolita nel 1786. È il centro religioso della cittadina valdelsana.

## Storia
La dedicazione ai Santi Jacopo e Stefano di questo moderno edificio deriva dal trasferimento dei titoli della propositura di San Jacopo, costruita nel castello, le cui strutture medievali sono inglobate in una casa privata, e della chiesa di Santo Stefano, la più antica di Gambassi, distrutta nel 1277 e mai più ricostruita. Della prima, abbandonata con la costruzione della presente chiesa, si possono ancora vedere buona parte della facciata e un portale tamponato.

## Descrizione

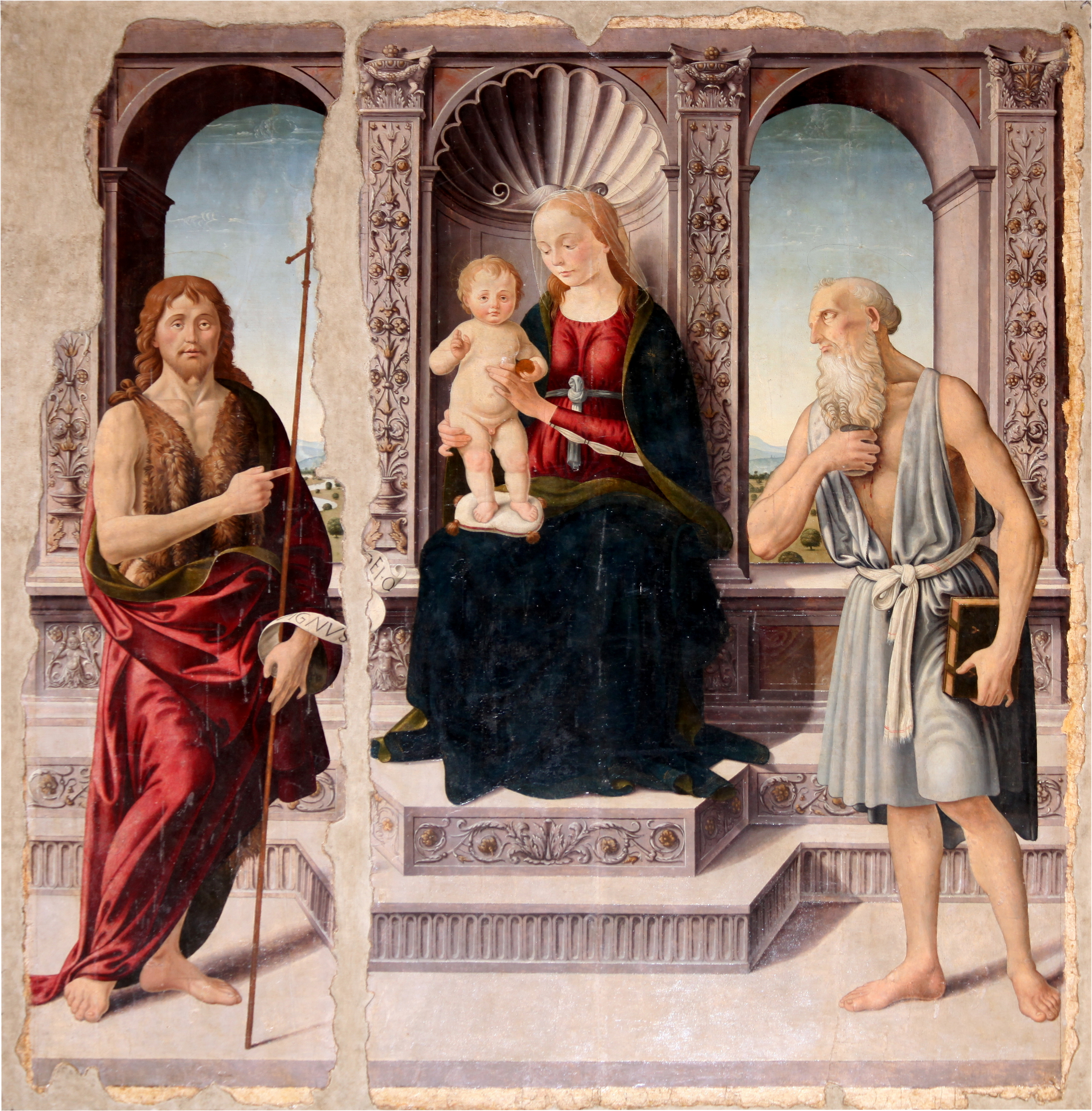
Biagio d'Antonio, Madonna col Bambino in trono tra i Santi Giovanni Battista e Girolamo

La facciata moderna è in stile vagamente gotico come l'interno a navata unica e con copertura a capriate, dotato di graziose vetrate novecentesche. In controfacciata sono le due opere più importanti della chiesa, provenienti dall'antica prepositura di San Jacopo: a sinistra entrando la tavola con la Vergine col Bambino in trono tra i santi Giovanni, Francesco, Matteo e Jacopo, attribuita a Pier Francesco Fiorentino, e all'altro lato dell'ingresso la Madonna tra i santi Giovanni Battista e Girolamo di Biagio di Antonio.

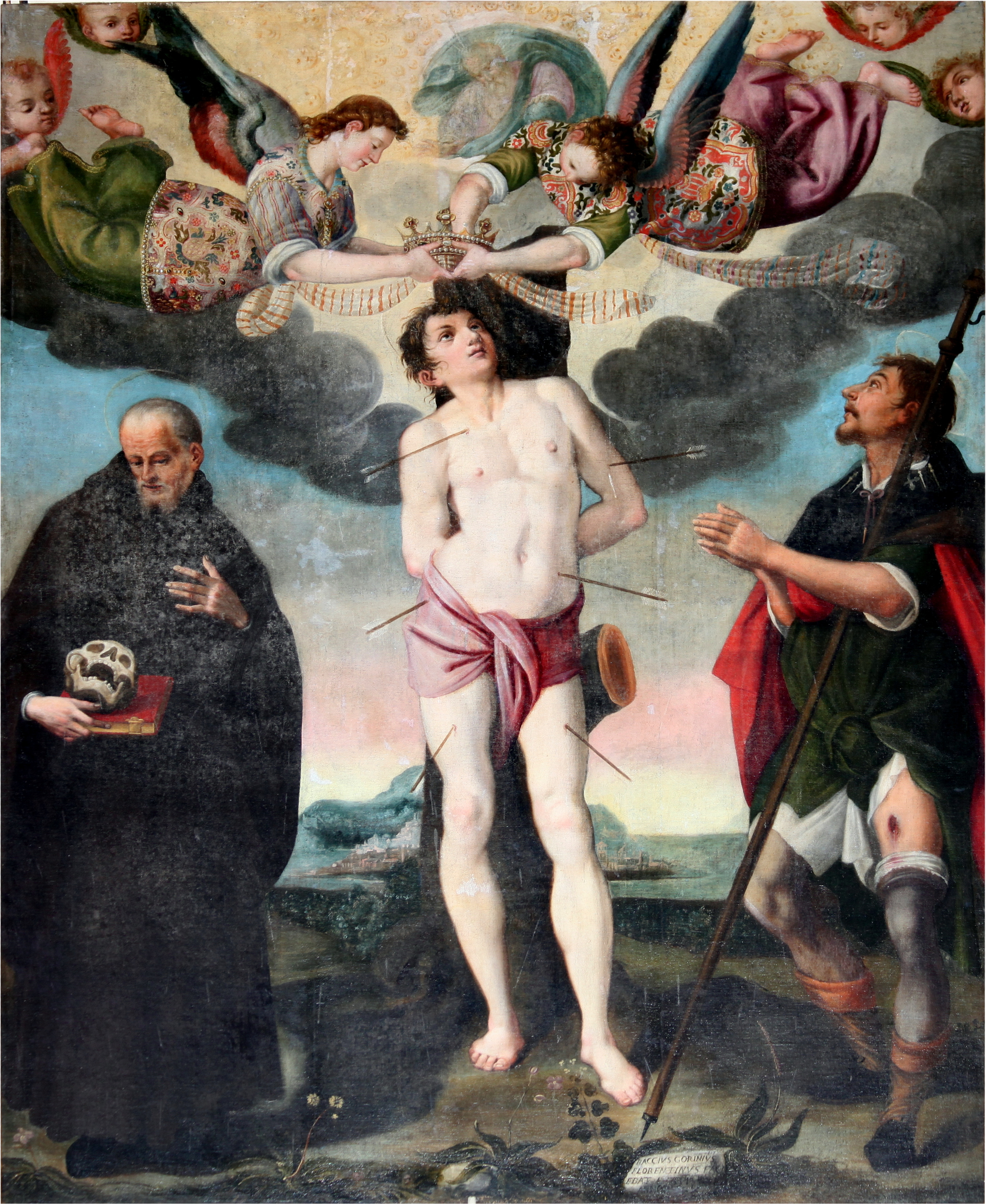
Baccio Gorini, San Sebastiano tra San Rocco e un altro Santo

Sulle pareti della navata sono stati collocati quattro dipinti di diversa provenienza e databili dal Cinquecento al Settecento. Tra questi è l'interessante San Sebastiano tra San Rocco e San Macario del poco noto Baccio Gorini, firmata e risalente al 1593. La composizione deriva da un disegno di Andrea Boscoli che potrebbe aver collaborato nell'esecuzione del dipinto, particolarmente nella figura del protagonista.
Dietro l'altare è collocato la ricostruzione di un tabernacolo con un affresco quattrocentesco raffigurante l'Assunzione della Vergine, ai lati Angeli musicanti e Santi e sulla volta i Quattro Evangelisti.

## Il convento degli Agostiniani
Il fabbricato adiacente, diviso in canonica e casa colonica, corrisponde all'antico convento degli Agostiniani, trasformato radicalmente all'inizio del Novecento. Sulla facciata della canonica, un affresco quattrocentesco con la Vergine col Bambino tra San Giorgio e un Santo vescovo. La provenienza di questo affresco dall'antica chiesa è indicata dall'iscrizione settecentesca graffita sul manto della Vergine:  MURO' GIUSEPPE FALORNI NEL 1786, ANNO IN CUI FU DEMOLITA QUESTA CHIESA".